# Giro di Svizzera 1937
Il Giro di Svizzera 1937, quinta edizione della corsa, si svolse dal 31 luglio al 7 agosto 1937 per un percorso totale di 1 468 km, con partenza e arrivo a Zurigo. Il corridore svizzero Karl Litschi si aggiudicò la corsa concludendo in 43h29'01".
Dei 61 ciclisti alla partenza arrivarono al traguardo in 33, mentre 28 si ritirarono.

## Tappe
| Tappa  | Data      | Percorso             | km    | Vincitore di tappa  | Leader cl. generale |
| ------ | --------- | -------------------- | ----- | ------------------- | ------------------- |
| 1ª     | 31 luglio | Zurigo > Coira       | 233   | Leo Amberg          | Leo Amberg          |
| 2ª     | 1º agosto | Coira > Bellinzona   | 127   | Leo Amberg          | Leo Amberg          |
| 3ª     | 2 agosto  | Bellinzona > Lucerna | 175   | Paul Egli           | Leo Amberg          |
| 4ª     | 3 agosto  | Lucerna > Sion       | 197   | Georges Christiaens | Karl Litschi        |
| 5ª     | 4 agosto  | Sion > Interlaken    | 170   | Karl Litschi        | Karl Litschi        |
| 6ª     | 5 agosto  | Interlaken > Losanna | 171   | Leo Amberg          | Karl Litschi        |
| 7ª     | 6 agosto  | Losanna > Soletta    | 185   | Georges Christiaens | Karl Litschi        |
| 8ª     | 7 agosto  | Soletta > Zurigo     | 210   | Emil Kijewski       | Karl Litschi        |
| Totale | Totale    | Totale               | 1 468 |                     |                     |

## Dettagli delle tappe

### 1ª tappa
- 31 luglio: Zurigo > Coira – 233 km

Risultati
| Pos. | Corridore         | Squadra  | Tempo    |
| ---- | ----------------- | -------- | -------- |
| 1    | Leo Amberg        | Svizzera | 6h02'08" |
| 2    | Paul Egli         | Svizzera | s.t.     |
| 3    | Cesare Del Cancia | Italia   | s.t.     |

### 2ª tappa
- 1º agosto: Coira > Bellinzona – 127 km

Risultati
| Pos. | Corridore     | Squadra  | Tempo    |
| ---- | ------------- | -------- | -------- |
| 1    | Leo Amberg    | Svizzera | 4h00'12" |
| 2    | Henri Garnier | Belgio   | a 4'02   |
| 3    | Karl Litschi  | Svizzera | s.t.     |

### 3ª tappa
- 2 agosto: Bellinzona > Lucerna – 175 km

Risultati
| Pos. | Corridore         | Squadra  | Tempo    |
| ---- | ----------------- | -------- | -------- |
| 1    | Paul Egli         | Svizzera | 5h30'48" |
| 2    | Cesare Del Cancia | Italia   | s.t.     |
| 3    | Karl Litschi      | Svizzera | s.t.     |

### 4ª tappa
- 3 agosto: Lucerna > Sion – 197 km

Risultati
| Pos. | Corridore           | Squadra  | Tempo    |
| ---- | ------------------- | -------- | -------- |
| 1    | Georges Christiaens | Belgio   | 6h07'07" |
| 2    | Karl Litschi        | Svizzera | s.t.     |
| 3    | Enrico Mollo        | Italia   | s.t.     |

### 5ª tappa
- 4 agosto: Sion > Interlaken – 170 km

Risultati
| Pos. | Corridore         | Squadra  | Tempo    |
| ---- | ----------------- | -------- | -------- |
| 1    | Karl Litschi      | Svizzera | 5h05'12" |
| 2    | Cesare Del Cancia | Italia   | s.t.     |
| 3    | Robert Zimmermann | Svizzera | s.t.     |

### 6ª tappa
- 5 agosto: Interlaken > Losanna – 171 km

Risultati
| Pos. | Corridore           | Squadra  | Tempo    |
| ---- | ------------------- | -------- | -------- |
| 1    | Leo Amberg          | Svizzera | 4h40'58" |
| 2    | Cesare Del Cancia   | Italia   | s.t.     |
| 3    | Georges Christiaens | Belgio   | a 1'06"  |

### 7ª tappa
- 6 agosto: Losanna > Soletta – 185 km

Risultati
| Pos. | Corridore           | Squadra  | Tempo    |
| ---- | ------------------- | -------- | -------- |
| 1    | Georges Christiaens | Belgio   | 5h18'48" |
| 2    | Diego Marabelli     | Italia   | s.t.     |
| 3    | Karl Litschi        | Svizzera | s.t.     |

### 8ª tappa
- 7 agosto: Soletta > Zurigo – 210 km

Risultati
| Pos. | Corridore     | Squadra  | Tempo    |
| ---- | ------------- | -------- | -------- |
| 1    | Emil Kijewski | Germania | 6h22'08" |
| 2    | Hans Martin   | Svizzera | s.t.     |
| 3    | Fritz Funke   | Germania | s.t.     |

## Classifiche finali

### Classifica generale
| Pos. | Corridore           | Squadra  | Tempo     |
| ---- | ------------------- | -------- | --------- |
| 1    | Karl Litschi        | Svizzera | 43h29'01" |
| 2    | Leo Amberg          | Svizzera | a 11'19"  |
| 3    | Walter Blattmann    | Svizzera | a 20'22"  |
| 4    | Enrico Mollo        | Italia   | a 27'22"  |
| 5    | Robert Zimmermann   | Svizzera | a 28'45"  |
| 6    | Werner Buchwalder   | Svizzera | a 29'10"  |
| 7    | Cesare Del Cancia   | Italia   | a 30'36"  |
| 8    | Paul Egli           | Svizzera | a 38'02"  |
| 9    | Georges Christiaens | Belgio   | a 38'41"  |
| 10   | Kurt Stettler       | Svizzera | a 49'48"  |

### Classifica scalatori
| Pos. | Corridore           | Squadra  | Punti |
| ---- | ------------------- | -------- | ----- |
| 1    | Karl Litschi        | Svizzera | 49    |
| 2    | Enrico Mollo        | Italia   | 39    |
| 3    | Cesare Del Cancia   | Italia   | 36    |
| 4    | Georges Christiaens | Belgio   | 35    |
| 5    | Leo Amberg          | Svizzera | 31    |

### Classifica squadre
| Pos. | Squadra  | Tempo      |
| ---- | -------- | ---------- |
| 1    | Svizzera | 130h58'44" |
| 2    | Italia   | a 1h38'07" |
| 3    | Belgio   | a 2h02'42" |
| 4    | Francia  | a 3h25'57" |
| 5    | Germania | a 5h07'12" |